# Vezír
Vezír (persky – وزير; arabsky – وزير (wazīr) doslova nosič břemene nebo pomocník) je termín, který se v blízkovýchodních islámských monarchiích užívá pro ministra, nebo vysoce postaveného politika. Titul Velký vezír bylo označení nejvyššího ministra sultána například v Osmanské říši.
Předpokládá se, že pojem vezír pochází z perského vičir, které mělo původně význam výnos, mandát nebo příkaz, ale později sloužilo pro označení soudce nebo soudního úředníka. Další možností je, že etymologie slova je odvozena z arabského wazara („nést břemeno“), které je zmíněno v Koránu, kde je Aaron popsán jako wazir (pomocník) Mojžíše. Později byl přijat jako titul ve formě wazīr āl Muḥammad („Pomocník rodiny Mohameda“). Za abbásovských chalífů získal tento termín význam „představitel“ nebo „zástupce“.
Úřad vezíra vznikl za prvních chalífů abbásovské dynastie a následně se rozšířil po muslimském světě. Vezír stál mezi panovníkem a poddanými, zastupoval panovníka ve všech záležitostech týkajících se poddaných. Právní teoretik al-Mawardi z 11. století definoval dva typy vezírů: wazīr al-tanfīdh („vezír vykonavatel“), který měl omezené pravomoci a sloužil k provádění chalífovy politiky, a mnohem mocnější wazīr al-tafwīd (“ vezír s přenesenými pravomocemi"), s oprávněním pro civilní a vojenské záležitosti, který požíval stejných pravomocí jako chalífa, s výjimkou věci nástupnictví nebo jmenování úředníků. Al-Mawardi zdůraznil, že druhý jmenovaný jako výkonný místokrál musí být muslimem dobře obeznámeným s šaríou, zatímco první může být také nemuslimem nebo dokonce otrokem, přesto ženám byl tento úřad výslovně zakázán.
Historicky byl tento termín používán dvěma výrazně odlišnými způsoby: buď pro jedinečnou pozici, premiéra v čele vlády panovníka (výraz velkovezír vždy odkazuje na takový post), nebo jako sdílená "vládní hodnost“, jako například ministr zahraničí. Je-li jeden takový vezír předsedou vlády, může mít titul velkovezíra nebo jiný titul.